# Lameue Mns Raya
Lameue Mns Raya is een bestuurslaag in het regentschap Pidie van de provincie Atjeh, Indonesië. Lameue Mns Raya telt 569 inwoners (volkstelling 2010).